# Cyprois occidentalis
Cyprois occidentalis är en kräftdjursart som beskrevs av Georg Ossian Sars 1926. Cyprois occidentalis ingår i släktet Cyprois och familjen Notodromadidae. Inga underarter finns listade i Catalogue of Life.